# Pachypodoiulus eurypus
Pachypodoiulus eurypus är en mångfotingart som först beskrevs av Carl Graf Attems 1895.  Pachypodoiulus eurypus ingår i släktet Pachypodoiulus och familjen kejsardubbelfotingar.

## Underarter
Arten delas in i följande underarter:
- P. e. affinis
- P. e. pachypus